# Cry for the Moon (demo)
Cry for the Moon este numele unui disc demo creat de formația olandeză de Symphonic metal Sahara Dust (mai târziu Epica). Pe acesta sunt incluse două melodii, care au fost reînregistrate și incluse pe albumul de debut al formației, The Phantom Agony.

## Lista melodiilor
1. "Cry for the Moon"
2. "Illusive Consensus"